# Пісні невинності та досвіду

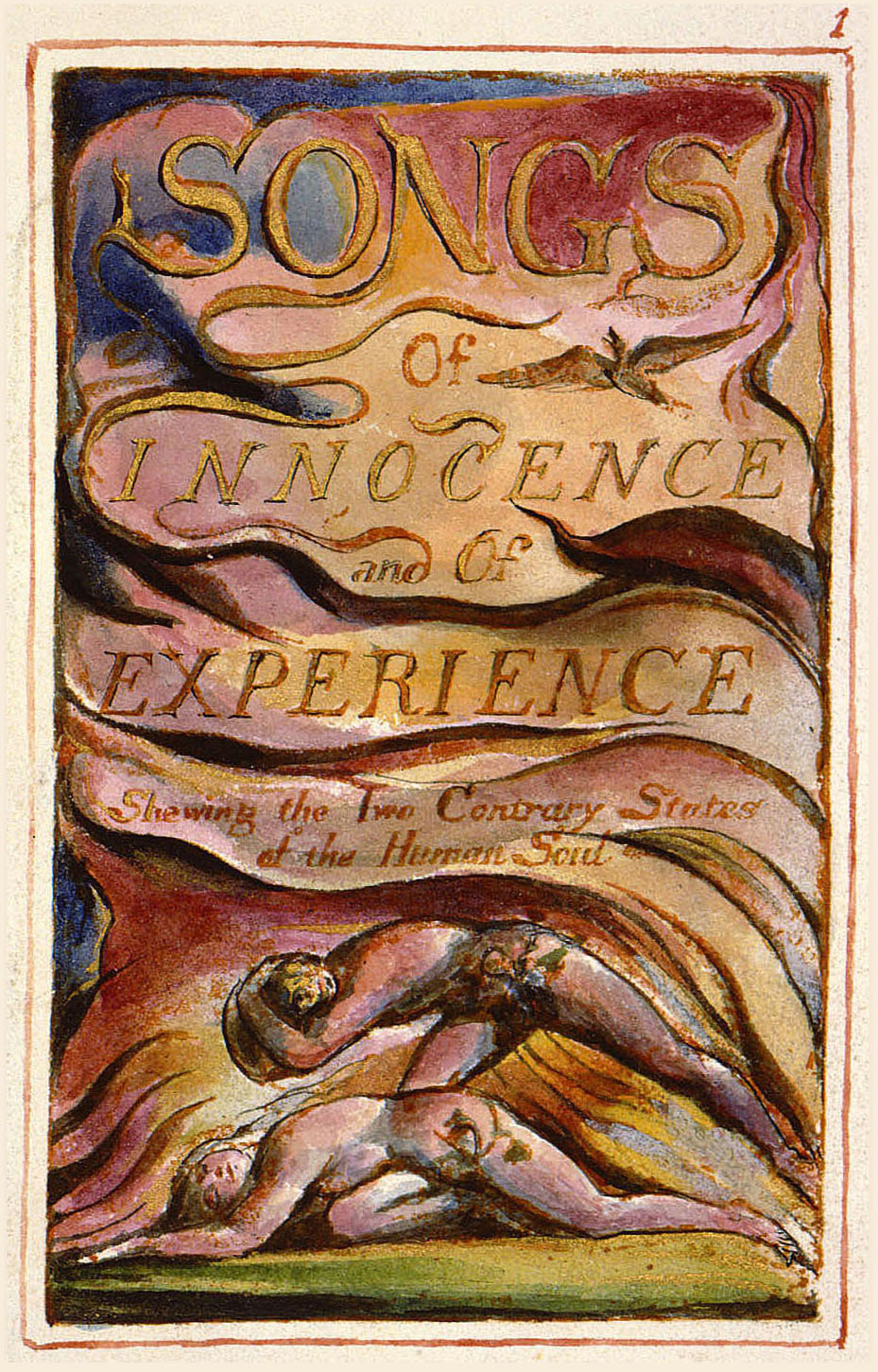
Титульна сторінка «Пісень невинності та досвіду, що показують два протилежні стани людської душі».

Songs of Innocence and of Experience (укр. Пісні невинності та досвіду) — це збірка ілюстрованих віршів Вільяма Блейка.
Спочатку Блейк зробив два окремих ілюмінованих рукописи «Пісні невинності» та «Пісні досвіду». Лише в 1794 році він об'єднав два набори віршів у збірку під назвою «Пісні невинності та досвіду, що показують два протилежні стани людської душі». Навіть після того, як ці вірші почали публікуватися разом, Блейк продовжував випускати окремі видання для кожного з двох наборів.
Блейк був не лише письменником, але й художником, тому він гравіював, друкував від руки та розфарбовував ілюстрації, що супроводжували кожен з віршів у «Піснях невинності та досвіду». Його ілюстрації допомагали розповісти історію кожного вірша та були частиною оригінального бачення Блейка щодо того, як слід розуміти кожен вірш. На створення «Пісень невинності та досвіду» Блейка надихнули дитяча література та теми освіти неповнолітніх, і його погляд на дитинство, як на стан захищеної невинності, а не первородного гріха, проте не захищеного від занепалого світу та його інституцій, незабаром стане стає візитною карткою романтизму.
Тексти Songs of Innocence and of Experience були покладені на музику багатьма музикантами. Зокрема, гурт U2 назвав два своїх альбоми Songs of Innocence та Songs of Experience, а американський композитор Бен Джонстон написав твір Songs of Innocence для сопрано та камерного ансамблю.